# Reginella
Figularia is een mosdiertjesgeslacht uit de familie van de Cribrilinidae en de orde Cheilostomatida. De wetenschappelijke naam ervan is in 1886 voor het eerst geldig gepubliceerd door Jules Jullien.

## Soorten
- Reginella biporosa (Okada, 1923)
- Reginella furcata (Hincks, 1882)
- Reginella mattoidea Osburn, 1950
- Reginella multipora (Sakakura, 1935)
- Reginella nitida Osburn, 1950
- Reginella vas (Brown, 1954)

Niet geaccepteerde soorten:
- Reginella floridana (Smitt, 1873) → Rosulapelta floridana (Smitt, 1873)
- Reginella repangulata Winston & Håkansson, 1986 → Rosulapelta repangulata (Winston & Håkansson, 1986)
- Reginella stolonifera Gordon, 1984 → Reginelloides stolonifera (Gordon, 1984)